# Церковь Святых Петра и Павла (Изабелин)
Церковь Святых апостолов Петра и Павла (бел. Касцёл Святых апосталаў Пятра і Паўла) — католический храм в деревне Изабелин, Гродненская область, Белоруссия. Относится к Волковысскому деканату Гродненского диоцеза. Памятник архитектуры переходного периода от барокко к классицизму, построен в 1778 году, как кальвинистский храм. Храм включён в Государственный список историко-культурных ценностей Республики Беларусь.

## История
В XVII столетии, когда Изабелин принадлежал роду Сапег здесь был построен католический костёл (не сохранился). В XVIII веке имение перешло к роду Грабовских, которые исповедовали кальвинизм. В 1778 году граф Грабовский выстроил в Изабелине каменный кальвинистский храм, который также использовался для богослужений лютеранами.
В 1935 году, когда Изабелин был в составе межвоенной Польской Республики в деревне был основан католический приход, которому было передано здание бывшего кальвинистского храма.
В 1968 году церковь закрыта советскими властями, в 1989 году возвращена католикам. После реставрации повторно освящена 29 июня 1993 года. Сейчас в храме располагается приход Богоматери Неустанной помощи.

## Архитектура
Петропавловская католическая церковь представляет собой прямоугольный в плане объём с большой полукруглой апсидой, которые накрыты общей двускатной крышей. В силуэте доминирует одноярусные четвериковая колокольня со срезанными углами и покатым шатровым покрытием. Симметрия главного фасада подчеркнута низким прямоугольным входным проёмом и высоким арочным окном над ним. Боковые фасады почти лишены декора, элементы которого (филёнки, розетка, крестовые и прямоугольные ниши) сосредоточены на фронтоне главного фасада. Здание опоясано по периметру карнизом упрощённого профиля. При входе расположен небольшой нартекс, за которым стоят две массивные гранёные колонны, поддерживающие хоры. Алтарное пространство в апсиде отделено от главного объёма аркой и тремя ступенями. Историческое декоративное убранство интерьера не сохранилось.